# September (1987)
September ist ein US-amerikanisches Filmdrama unter Regie von Woody Allen aus dem Jahr 1987.

## Handlung
Sechs Menschen verbringen gemeinsam ein Wochenende in einer Hütte in Vermont. Darunter befindet sich die Schauspielerin Diane, die mehrmals heiratete, zuletzt Lloyd. Ihre Tochter Lane ist in den Schriftsteller Peter verliebt. Lane lud ihre Freundin Stephanie ein.
Es kommt zu romantischen Verwicklungen; jede Person liebt – meist unerwidert – eine andere.

## Kritiken
Roger Ebert schrieb, dass der Film unterschiedliche Wege zeige, wie man Liebe gewinnen und verlieren könne. Die Struktur der Handlung entspreche eher einer alten Komödie als einem modernen Drama.
September hat eine positive Rate von 58 % auf Rotten Tomatoes.

„Nach klassischem dramatischem Formprinzip gestalteter Film, der sich an Dramen von Tschechow und Gorki und Filmen Ingmar Bergmans orientiert, jedoch eigenständig bleibt durch die Variation des für Woody Allen typischen Themas der Selbstfindung. Von einer Atmosphäre gedämpfter Melancholie geprägt, beeindruckt der Film durch ein hervorragendes Darstellerensemble.“